# ابجاز
ابجاز یک روستا در ایران است که در شهرستان لالی در استان خوزستان واقع شده‌است. ابجاز ۳۴ نفر جمعیت دارد.

## جمعیت
این روستا در دهستان جاستون شهه قرار دارد و براساس سرشماری مرکز آمار ایران در سال ۱۳۸۵، جمعیت آن ۳۴ نفر (۶ خانوار) بوده‌است.